# ウルグアイ共産党
ウルグアイ共産党(ウルグアイきょうさんとう、Partido Comunista del Uruguay)は、ウルグアイの共産主義政党であり、1920年9月21日に設立された。党は拡大戦線のメンバーである。
現在の書記長はフアン・カスティーヨである。